# Cirrus (Zoologie)
Cirrus (Plural Cirren) stammt aus dem Lateinischen und bedeutet dort Locke oder Franse.
Als Cirren (seltenere Schreibweise: Zirren) bezeichnet man unterschiedliche Körperanhänge verschiedener Tiere, darunter:
- Bewegungsorganellen von Wimpertierchen (Ciliaten)
- die rankenförmigen Extremitäten der Rankenfußkrebse (Cirripedia)
- die  Körperanhänge der Vielborster (Polychaeta): schuppenförmig (dann auch als Elytren bezeichnet) oder fadenförmig
- die Kopulationsorgane verschiedener Tiergruppen, beispielsweise der Plattwürmer und Rädertierchen
- die „Arme“ (Tentakel) bei Perlbooten
- die Barteln von Fischen, auf die manchmal der wissenschaftliche Name hinweist, wie bei der Dreibärtigen Seequappe (Onos tricirratus)